# NO NAME (アイドルユニット)
NO NAME（ノーネーム）は、日本の女性アイドルグループAKB48、SKE48、NMB48から、テレビアニメ『AKB0048』の声優として選出された「声優選抜」のメンバーによるアイドルユニット。

## 概要
NO NAMEの結成に際し、AKB48、SKE48、NMB48、HKT48の各グループメンバー200名から、2011年12月8日に1次審査合格者30名が番組公式サイトで発表された。
最終審査は2011年12月13日に新宿バルト9で、抽選で選ばれたファン100名を招待して公開オーディション形式で行われた。事前に用意された共通の台詞、各自に割り振られた個別の台詞、自己PRの3項目で審査が行われ、合格者9名が決定した。
その後、2013年3月6日に仲谷明香がAKB48を卒業したのをはじめ、最後まで残っていた三田麻央も2019年2月24日にNMB48を卒業してAKB48グループ在籍メンバーがいなくなり、事実上解散している。なお、メンバーの中には、卒業後に声優事務所などに移籍して声優業をメインとして活動している者もいる。

## メンバー
表記順は『AKB0048』の番組エンドロールに、また所属グループはアニメ本放送時のものに従う。
| メンバー                    | アニメでの役名                | 所属グループ                                                         |
| --------------------------- | ----------------------------- | -------------------------------------------------------------------- |
| 渡辺麻友（わたなべ まゆ）   | 園智恵理（その ちえり）       | AKB48 チームB→A                                                      |
| 仲谷明香（なかや さやか）   | 藍田織音（あいだ おりね）     | AKB48 チームA→K （『AKB0048』第2期シリーズ放送中の2013年3月6日卒業） |
| 佐藤亜美菜（さとう あみな） | 一条友歌（いちじょう ゆうか） | AKB48 チームB→K                                                      |
| 石田晴香（いしだ はるか）   | 東雲彼方（しののめ かなた）   | AKB48 チームB                                                        |
| 矢神久美（やがみ くみ）     | 東雲楚方（しののめ そなた）   | SKE48 チームS                                                        |
| 佐藤すみれ（さとう すみれ） | 岸田美森（きしだ みもり）     | AKB48 チームB→A                                                      |
| 秦佐和子（はた さわこ）     | 神崎鈴子（かんざき すずこ）   | SKE48 チームKII                                                      |
| 三田麻央（みた まお）       | 横溝真琴（よこみぞ まこと）   | NMB48 チームM                                                        |
| 岩田華怜（いわた かれん）   | 本宮凪沙（もとみや なぎさ）   | AKB48 チーム4→A                                                      |

## 略歴
2012年
- 4月26日、ユニット結成発表[6][7]。
- 8月1日、1st シングル「希望について」をリリース[8]。シングル表題曲「希望について」は、テレビアニメ『AKB0048』のオープニングテーマ、カップリング曲の「夢は何度も生まれ変わる」が1話を除いてエンディングテーマ。

2013年
- 1月23日、AKB48グループのコンサート「AKB48 ユニット祭り 2013」において「主なきその声」を初披露[9]。
- 2月17日、初の単独ライブ「AKB0048 NO NAME FIRST KILALIVE」を開催[10]。
- 4月10日、2nd シングル「この涙を君に捧ぐ」をリリース。シングル表題曲「この涙を君に捧ぐ」は、テレビアニメ『AKB0048 next stage』のエンディングテーマ、カップリング曲の「主なきその声」がオープニングテーマ。

2015年
- 1月21日から25日に掛けて開催された『AKB48 リクエストアワーセットリストベスト1035 2015』で「希望について」が153位に[11]、「この涙を君に捧ぐ」が20位にランクインし[12]、この時点でAKB48グループに在籍していたメンバー（渡辺麻友、石田晴香、佐藤すみれ、三田麻央、岩田華怜）により披露された。

## 作品

### シングル
| 枚 | リリース      | 曲名             | 最高 週間 順位 | レーベル                   | 販売形態  | レコードNo:                                 | 備考                                                            |
| -- | ------------- | ---------------- | -------------- | -------------------------- | --------- | ------------------------------------------- | --------------------------------------------------------------- |
| 1  | 2012年8月1日  | 希望について     | 3位            | STAR CHILD                 | CD+DVD CD | KICM-91410 KICM-91411 KICM-1410 KICM-1411   | type-A 初回限定盤 type-B 初回限定盤 type-A 通常盤 type-B 通常盤 |
| 2  | 2013年4月10日 | この涙を君に捧ぐ | 2位            | You, Be Cool!/KING RECORDS | CD+DVD CD | KIZM-201〜2 KIZM-203〜4 KICM-1443 KICM-1444 | Type-A Type-B Type-C Type-D                                     |

### 関連映像作品
オープニングテーマおよびエンディングテーマを担当し、メンバーが声優として出演したテレビアニメ『AKB0048』の映像作品については、「AKB48の関連作品#AKB0048」を参照

## 出演

### イベント
- 「AKB0048」アニメ放送開始記念 第1話ディレクターズカット&第2話先行上映会（2012年4月29日、新宿バルト9）[15]
- AKB0048 NO NAME FIRST KILALIVE（2013年2月17日、幕張メッセ）[10]

### テレビ番組
- MUSIC JAPAN（NHK総合）2013年4月18日

## 書籍
- AKB0048 オフィシャルガイドブック（2012年7月27日、講談社）ISBN 978-4063896855